# Standing in the Spotlight
Standing in the Spotlight es el primer álbum solista de Dee Dee Ramone fue lanzado en 1989, por la disquera rap bajo el apodo Dee Dee King. El álbum es a veces citado como uno de los mayores fracasos en la historia de la grabación.
Musicalmente, va desde el old school hip-hop de "Mashed Potato Time" y "Commotion In The Ocean", pasa por el rock and roll en canciones como "Baby Doll", hasta el doo-wop. 
El álbum fue lanzado en la primavera de 1989, algunos meses después de que Dee Dee dejara Ramones. El álbum tiene un cambio radical respecto a Ramones, los cuales estaban basados en guitarras punk rock. Dee Dee conoció el rap durante su rehabilitación a las drogas, por lo que grabó el primer sencillo llamado Funky Man en 1987, aunque este no aparecería en el álbum de larga duración. Antes de dejar la banda, Dee Dee le mostró a Ramones actuaciones enteras de rap, lo cual frustró a sus compañeros de banda. Dee Dee estaba luchando con la sobriedad en este momento, y fue acompañado en el álbum por el baterista Marky Ramone. A pesar de su salida de la banda, Joey Ramone buscaba mantener en pie la relación, para impulsar su carrera como solista. Debbie Harry hace los coros en "Mashed Potato Time" y "German Kid".  "German Kid" cuenta con Dee Dee rapeando en inglés y alemán. "Baby Doll" es una balada escrita para su esposa Vera. De acuerdo con su libro Poison Heart cuando la tocaba para ella, los dos lloraban. Cuando dejó Ramones, Dee Dee también dejó de hacer rap y formó parte del grupo de punk rock Spikey Tops.
"The Crusher" fue regrabado por Ramones en el álbum ¡Adiós Amigos! de 1995.

## Canciones
Todas las canciones compuestas por Dee Dee King y Daniel Rey, excepto donde lo indica.
1. "Mashed Potato Time" (Eddie Holland, Georgia Dobbins, William Garrett, Robert Bateman, Freddie Gorman) – 3:15
2. "2 Much 2 Drink" – 3:32
3. "Baby Doll" – 4:41
4. "Poor Little Rich Girl" – 2:31
5. "Commotion In The Ocean" – 3:23
6. "German Kid" – 4:05
7. "Brooklyn Babe" – 3:27
8. "Emergency" – 3:23
9. "The Crusher" – 3:29
10. "I Want What I Want When I Want It" – 4:31

## Créditos
- Debbie Harry – coros en "Mashed Potato Time", "German Kid"
- Chris Stein – guitarra
- Marky Ramone – batería
- Spyder Mittleman – saxo